# Harlem Song
Harlem Song is een  single van The Sweepers. Zij kwamen niet toe aan een album. The Sweepers is een Franse groep, die onder leiding van muziekproducent Alain Krief drie plaatjes opnam. Ze werden bij dit nummer ondersteund door Sandra & Andres. Harlem Song verkocht goed in de Verenigde Staten, zo’n 250.000 stuks gingen over de toonbank. Het nummer is gezongen in close harmony, dat toen ook een afgezant had in Ray Conniff met Harmony.
Esther Galil en The Millionaires zongen het nummer ook, Raymond Lefèvre speelde het met zijn orkest. Een Finse versie komt van plaatselijke ster Marion Rung (Harlemin laulu; 1974).

## Hitnotering
In het Verenigd Koninkrijk bleef resultaat uit.

### Nederlandse Top 40
Voor de Top40 werd het eerst tot Alarmschijf gekozen.
| Hitnotering: week 47/1973 t/m 9/1974 | Hitnotering: week 47/1973 t/m 9/1974 | Hitnotering: week 47/1973 t/m 9/1974 | Hitnotering: week 47/1973 t/m 9/1974 | Hitnotering: week 47/1973 t/m 9/1974 | Hitnotering: week 47/1973 t/m 9/1974 | Hitnotering: week 47/1973 t/m 9/1974 | Hitnotering: week 47/1973 t/m 9/1974 | Hitnotering: week 47/1973 t/m 9/1974 | Hitnotering: week 47/1973 t/m 9/1974 | Hitnotering: week 47/1973 t/m 9/1974 |
| Week:                                | 1                                    | 2                                    | 3                                    | 4                                    | 5                                    | 6                                    | 7                                    | 8                                    | 9                                    |                                      |
| ------------------------------------ | ------------------------------------ | ------------------------------------ | ------------------------------------ | ------------------------------------ | ------------------------------------ | ------------------------------------ | ------------------------------------ | ------------------------------------ | ------------------------------------ | ------------------------------------ |
| Positie:                             | 25                                   | 18                                   | 14                                   | 15                                   | 20                                   | 24                                   | 25                                   | 31                                   | 33                                   | uit                                  |

### NederlandseDaverende 30
| Hitnotering: 1-12-1973 t/m 28-12-1973 | Hitnotering: 1-12-1973 t/m 28-12-1973 | Hitnotering: 1-12-1973 t/m 28-12-1973 | Hitnotering: 1-12-1973 t/m 28-12-1973 | Hitnotering: 1-12-1973 t/m 28-12-1973 | Hitnotering: 1-12-1973 t/m 28-12-1973 |
| Week:                                 | 1                                     | 2                                     | 3                                     | 4                                     |                                       |
| ------------------------------------- | ------------------------------------- | ------------------------------------- | ------------------------------------- | ------------------------------------- | ------------------------------------- |
| Positie:                              | 19                                    | 12                                    | 14                                    | 19                                    | uit                                   |

### BelgischeBRT Top 30
| Hitnotering: 22-12-1973 t/m 15-2-1974 | Hitnotering: 22-12-1973 t/m 15-2-1974 | Hitnotering: 22-12-1973 t/m 15-2-1974 | Hitnotering: 22-12-1973 t/m 15-2-1974 | Hitnotering: 22-12-1973 t/m 15-2-1974 | Hitnotering: 22-12-1973 t/m 15-2-1974 | Hitnotering: 22-12-1973 t/m 15-2-1974 | Hitnotering: 22-12-1973 t/m 15-2-1974 | Hitnotering: 22-12-1973 t/m 15-2-1974 | Hitnotering: 22-12-1973 t/m 15-2-1974 |
| Week:                                 | 1                                     | 2                                     | 3                                     | 4                                     | 5                                     | 6                                     | 7                                     | 8                                     |                                       |
| ------------------------------------- | ------------------------------------- | ------------------------------------- | ------------------------------------- | ------------------------------------- | ------------------------------------- | ------------------------------------- | ------------------------------------- | ------------------------------------- | ------------------------------------- |
| Positie:                              | 14                                    | 10                                    | 10                                    | 20                                    | 18                                    | 15                                    | 14                                    | 28                                    | uit                                   |

## Verder
The Sweepers kwamen nog in 1974 met Bye baby bye en in 1975 met California Dreamin’. Daarna verdwenen ze. The Sweepers was ook de naam van een skiffleband uit Roosendaal uit het begin van de jaren zestig, die hebben dit lied niet opgenomen.